# Gare de Milan-Porta Romana
 (mars 2025).
Pour les articles homonymes, voir Porta Romana.
La gare de Milan-Porta Romana (en italien : stazione di Milano Porta Romana) est une gare ferroviaire italienne située au Sud-Est du territoire de la ville de Milan, capitale de la province de Milan et de la région de Lombardie.

## Histoire
La gare, initialement destinée uniquement au service de fret, est mise en service en 1891, en même temps que l’ouverture au trafic de la ligne de ceinture sud.
En 1931, elle est ouverte au service des voyageurs grâce à la construction d’un bâtiment voyageurs.
À l'origine, ce bâtiment était relié au corso Lodi par une petite passerelle, qui est supprimée en 1938 lors de l’élargissement de la chaussée jusqu’au bâtiment lui-même.
La gare sera rénovée d’ici les Jeux olympiques d’hiver de 2026 afin de faciliter l’interconnexion avec la station de Lodi T.I.B.B. de la ligne 3 du métro de Milan.